# Jada Whyman
Jada Whyman, född 24 oktober 1999, är en australisk fotbollsspelare som spelar för AIK.

## Karriär
Whyman värvades till AIK under sommaren 2024 då Jada Whyman och klubben kommit överens om ett 1,5-årigt kontrakt. Detta efter att AIK haft en något svag start på säsongen 2024 och var i behov av att stärka upp på målvaktssidan. Whyman blev då den fjärde australiensiska spelaren i AIKs damlag. Tidigare i sin karriär hade Jada Whyman då en, för sin ålder, lång karriär inom den australiensiska fotbollen med över 100 seniormatcher inom ligafotbollen och meriter från i stort sett samtliga ungdomslandslagsnivåer. Whyman har ännu inte fått göra sin debut i det australiensiska damlandslaget i fotboll, men är regelbundet med som en av spelarna i truppen.
Redan två dagar efter Whyman presenterades för AIK så gjorde hon debut för klubben i en träningsmatch mot Brommapojkarna, där hon fick spela andra halvlek och höll nollan. Matchen slutade med vinst för AIK med 2-1.